# يو ناكامورا
يو ناكامورا (باليابانية: 中村優؛ بالكانا: なかむら ゆう) هي عارضة وتارينتو يابانية، ولدت في 13 مايو 1987 في نارا في اليابان.

## وصلات خارجية
- يو ناكامورا على موقع ميوزك برينز (الإنجليزية)